# الشعبية
الشعبية هو حي شعبي يقع في مدينة حمام الأنف ، بن عروس في تونس يعد هذا الحي من أهم احياء المدينة كما يعرف هذا الحي بكثرة الأجرام ‎.